# Луис Монтроуз
Луис Монтроуз (на английски: Louis Adrian Montrose) е професор по англицистика (Rebeca Hickel Emeritus Professor – Elizabethan Studies) в Калифорнийския университет в Сан Диего. Един от представителите на Новия историцизъм в литературознанието. Монтроуз дефинира метода на Новия историцизъм като „текстуализиране на историята, историзиране на текстовете“.

## Биография
Луис Монтроуз е роден в Лондон, но израства в Ню Йорк, а от много години живее в Южна Калифорния. Автор е на много изследвания върху елизабетинския театър, литература и визуална култура.
Наред с това Луис Монтроуз се занимава с фотография, а след 2009 г. сам се смята за професионален фотограф, чиито литературоведски занимания остават в миналото. Зад гърба си има изложби в Лондон, Мадрид, Копенхаген и Буенос Айрес, както и в различни градове в Калифорния, Колорадо и Охайо. За него излизат обширни статии в списанията Lonely Planet Traveller и Digital Camera. Носител е на наградата Pollux за Професионален фотограф на годината на WPGA за 2010 г. и на наградата за Пътешественическа фотография (TPOTY) за 2011 г., 

### Книги
- The Subject of Elizabeth: Authority, Gender, and Representation (Личността на Елизабет: Власт, пол и репрезентация)). Chicago: University of Chicago Press. 2006.
- The Purpose of Playing: Shakespeare and the Cultural Politics of the Elizabethan Theatre (Целта на играта: Шекспир и културната политика на елизабетинския театър). Chicago: Univ. of Chicago Press, 1996.

### Прочути студии
- „New Historicisms“. – В: Redrawing the Boundaries: The Transformation of English and American Literary Studies. Под редакцията на Стивън Грийнблат и Г. Гън. New York: MLA, 1992: 392 – 418.
- „Professing the Renaissance: The Poetics and Politics of Culture“. – В: The New Historicism. Под редакцията на Харолд Арам Веесер. New York and London: Routledge, 1989: 15 – 36.
- „'Shaping Fantasies': Figurations of Gender and Power in Elizabethan Culture“. – Representations, 2 (Spring 1983), 61 – 94.